# Adrián Fuentes Fidalgo
Adrián Fuentes Fidalgo (Malaga, 7 gennaio 1987) è un cestista spagnolo.

## Palmarès
- Copa Princesa de Asturias: 1

Canarias: 2012